# Саша Балић
Саша Балић (Котор, 29. јануар 1990) црногорски је фудбалер. Игра на позицији одбрамбеног играча.

## Клупска каријера
Балић је играо у млађим категоријама Бокеља, а још као омладинац је прешао у ОФК Београд. За београдски клуб је забележио један наступ током сезоне 2007/08. у Суперлиги Србије. За наредну сезону се вратио у Црну Гору, у екипу Грбља, за коју је наступао током сезоне 2008/09. у црногорској Првој лиги.
Током зимског прелазног рока сезоне 2009/10, Балић је потписао уговор са Интером из Запрешића. Више од две године је наступао за Интер у хрватској Првој лиги, да би у марту 2012. прешао у украјинског премијерлигаша Кривбас из Кривог Рога. Након Кривбаса у Украјини је наступао за још једног премијерлигаша, Металург из Запорожја, док је у сезони 2015/16. играо за румунски Таргу Муреш, са којим је освојио Суперкуп ове земље.
У јуну 2016. потписао је двогодишњи уговор са Сарајевом. За сарајевски клуб је током такмичарске 2016/17. одиграо 15 утакмица у Премијер лиги БХ. Након једне сезоне је раскинуо уговор са клубом.
Почетком јуна 2017. се прикључио румунском Клужу, са којим је потписао једногодишњи уговор, уз опцију продужетка на још једну годину. У клубу нису били задовољни његовим учинком на припремама, па је већ наредног месеца напустио Клуж, а да није забележио ниједан званичан наступ. Недуго након напуштања Клужа, Балић је потписао уговор са Заглебјем из Лубина. У екипи Заглебја је провео наредних пет сезона а потом је једну полусезону провео у Корони Кјелце. У марту 2023. потписао је за грузијског прволигаша Динамо Батуми. У децембру исте године вратио се у црногорски фудбал и потписао за Дечић.

## Репрезентација
Балић је наступао за млађе селекције Црне Горе. За сениорску репрезентацију Црне Горе је дебитовао у марту 2011, на пријатељској утакмици са Узбекистаном.